# The Saw Doctors
The Saw Doctors (с англ. — «Пилящие врачи») — ирландская фолк-рок-группа. Созданная в 1986 году в Туаме, графство Голуэй, группа достигла восемнадцати синглов, вошедших в топ-30 в Республике Ирландия, включая три сингла номер один. Их первый сингл номер один «I Useta Lover» возглавлял ирландские чарты в течение девяти недель подряд в 1990 году и удерживает рекорд самого продаваемого сингла в стране за все время. 15 февраля 2008 года они получили премию за достижения всей жизни на церемонии вручения музыкальных наград Meteor Music Awards.
AllMusic характеризует звучание группы следующим образом: «нагруженные хуками звуки рок-групп 1960-х годов, таких как The Beatles и The Byrds, и образы рабочего класса Брюса Спрингстина сочетаются с музыкальными традициями Ирландии и интенсивностью панк-рока». The Saw Doctors были малоизвестной местной барной группой в Туаме, когда Майк Скотт пригласил их выступить на разогреве во время тура The Waterboys по Ирландии и Великобритании в 1988 году. Однако за прошедшее десятилетие The Saw Doctors стали самой успешной ирландской рок-группой со времён U2. Газета The Washington Post назвала The Saw Doctors «одним из самых привлекательных коллективов в стиле рутс-рок в мире».

## Дискография
Смотри статью «Дискография The Saw Doctors» в англ. разделе.
- If This Is Rock and Roll, I Want My Old Job Back (1991)
- All the Way from Tuam (1992)
- Same Oul’ Town (1996)
- Songs from Sun Street (1998)
- Villains? (2001)
- The Cure (2006)
- The Further Adventures of… The Saw Doctors (2010)